# Bryantella (ragno)
Bryantella Chickering, 1946 è un genere di ragni appartenente alla famiglia Salticidae.

## Distribuzione
Le due specie note di questo genere sono diffuse in America centrale e meridionale; l'areale finora accreditato va da Panama all'Argentina.

## Tassonomia
A maggio 2010, si compone di due specie:
- Bryantella smaragdus (Crane, 1945) — da Panamá all'Argentina
- Bryantella speciosa Chickering, 1946[2] — da Panamá al Brasile

### Sinonimie
- Bryantella convexa (Chickering, 1946), trasferita in origine dal genere Parnaenus, è oggi ritenuta sinonimo di Bryantella smaragdus (Crane, 1945), a seguito di uno studio dell'aracnologa Scioscia del 1988[1].